# 小野絢子

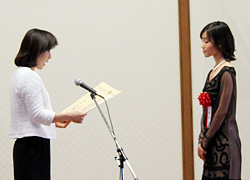
2011年5月18日、芸術選奨贈呈式にて（右）

小野 絢子（おの あやこ、1986年 - ）は、東京都出身のバレリーナである。2007年に新国立劇場バレエ団に入団し、2011年からダンサーの最高位であるプリンシパルを務めている。

## 経歴
1986年、父の赴任先であるニューヨークで生まれる。1歳になる前に日本へ帰国し、以後東京で育つ。4歳のとき、バレエを習っていた姉の影響で、自宅付近にあった小林紀子バレエアカデミーへ通い始める。
小学生になってからは、同じく姉の影響で日本舞踊を習い始め、花柳千代に師事する。中学生になると、バレエと日本舞踊の両立が難しくなり、日本舞踊を止めてバレエに専念するようになるが、この時点ではプロを目指していたわけではなかった。
英語科の高校に進学した小野は、2年生の時にアメリカへ短期留学し、初めて2ヶ月間バレエのない環境に身を置く。このことがきっかけで、バレエを続けていきたいという意思を固め、プロのダンサーを志すようになった。高校2年生の終わりに初めてバレエコンクールに出場する。高校3年生のときにはフランスのマルセイユへ短期留学を繰り返し、パトリック・アルモンに師事した。2004年、イギリスの舞踊検定機関ロイヤル・アカデミー・オヴ・ダンスが主催するアデリン・ジェニー国際バレエコンクールで金賞を受賞する。
高校卒業後は、小林紀子バレエシアターの養成員となる。2005年4月から2年間、新国立劇場バレエ研修所の第3期研修生として学ぶ。研修修了後、新国立劇場バレエ団のオーディションに合格し、2007年9月にソリストとして入団した。
2008年2月、バレエ団のワシントン公演『ライモンダ』で初めてソロを踊る。同年11月には、振付家デヴィッド・ビントレーによる新作バレエ『アラジン』で主役デビューを果たす。入団から4年後の2011年、ダンサーの最高位であるプリンシパルに昇格した。

## 主なレパートリー
新国立劇場バレエ団での主なレパートリーは以下の通りである。
- 『白鳥の湖』オデット／オディール
- 『くるみ割り人形』クララ、金平糖の精
- 『ラ・バヤデール』ニキヤ
- 『ライモンダ』ライモンダ
- 『眠れる森の美女』オーロラ姫、フロリナ王女
- 『ジゼル』ジゼル
- 『ドン・キホーテ』キトリ
- 『シンデレラ』シンデレラ
- 『不思議の国のアリス（英語版）』アリス
- 『シンフォニー・イン・C』第2楽章プリンシパル
- 『テーマとヴァリエーション』プリンシパル
- 『アポロ』テレプシコール
- 『シルヴィア』シルヴィア
- 『ペンギン・カフェ』熱帯雨林の家族
- 『火の鳥』火の鳥
- 『コッペリア』スワニルダ
- 『こうもり』ベラ
- 『ラ・シルフィード』シルフィード
- 『マノン』マノン
- 『ロメオとジュリエット』ジュリエット

## 主な受賞歴
- アデリン・ジェニー国際バレエコンクール金賞（2004年）[2]
- スワン新人賞（2010年）[11]
- 芸術選奨文部科学大臣新人賞、舞踊批評家協会新人賞（2011年）[2]
- 服部智恵子賞（2014年）[12]
- 第38回橘秋子賞優秀賞（2016年）[2]
- 第69回芸術選奨文部科学大臣賞（2019年）[2][13]